# 妖怪始末人トラウマ!!
『妖怪始末人トラウマ!!』（ようかいしまつにんトラウマ!!）は、魔夜峰央による日本の漫画作品。1986年から1988年にかけて連載された。比較的短いシリーズの多い魔夜峰央の作品としては、『パタリロ!』、『ラシャーヌ!』に並ぶ長期連載作品。本項では続編である『妖怪始末人トラ・貧!!』および『妖怪始末人トラウマ!!と貧乏神』も含めて記述する。
白泉社の『月刊コミコミ』にて1986年から連載。連載当時の時代の日本を舞台に、妖怪始末人ギルドのヒラ始末人「トラウマ」が、相棒の貧乏神とともに日本各地で妖怪退治を行うという内容。短編連作の物語で、各話につき一体の妖怪が登場し怪事件を起こし、それをトラウマたちが解決して（わずかな報酬を頂いて）大団円というのが毎話の構図である。
1988年の連載誌『月刊コミコミ』休刊にともない連載は一次中断となったが、1991年に秋田書店の『プリンセスGOLD』にて『妖怪始末人トラ・貧!!』のタイトルでシリーズが再開された。こちらは1993年に無事完結している。また2007年から2009年にかけて、集英社の『別冊YOU』にて、『妖怪始末人トラウマ!!と貧乏神』が連載された。なお、1989年には白泉社より『妖怪始末人トラウマ館』が書下ろしで刊行されている。
「パタリロ! DVD BOX1」のライナーノートに掲載されていた魔夜峰央インタビューによると、本作はTVアニメの企画が存在していたという。『美少女戦士セーラームーン』の後番組として製作の準備が進んでいたが、『セーラームーン』の延長（＝『美少女戦士セーラームーンR』の開始）に伴い、本作のアニメ化は白紙撤回されたとのこと。

## 登場人物

### トラ貧コンビ
本作の主人公である2人組。ろくな仕事を回してもらえずにいつも困窮しているが、貧乏生活を楽しむ知恵には長けており、周囲の目をよそに本人たちは極めて楽天的。実力がけっして高くない主人公たちが、知恵と機転と運とハッタリで凶悪妖怪を退治するのが本作の醍醐味である。
虎馬猫太郎（とらうま ねこたろう）
7歳の妖怪始末人。通称「トラウマ」または「トラちゃん」。外見は、制服に学帽とランドセル姿の小柄な少年。始末人としてのランクは最下級である「ヒラ始末人」。
もとは普通の小学生だったのだが、ふとしたきっかけで「妖怪始末人ギルド」を発見してしまい、強制的に始末人とされた。この時に、両親を含むかつての関係者の記憶は全て改変されてしまったため、人間の世界に戻る術は残されていない。
「打出の小槌」や「仙人魂」といったアイテムの力でそこそこ（仙人魂を得てからは上級並の）攻撃力はあるものの、防御力は極めて低い。
生活に苦労しており、7歳にしてすでに人生の空しさを悟ったかのような発言もよくする。『妖怪始末人トラ・貧!!』では座敷童子の童子とコンビを組んだことで経済状況が劇的に改善するが、お金があることが自分たちにとっての幸福には繋がらないと気づき、童子を連れて貧乏神との共同生活に戻っている。貧乏神との掛け合いでは、主にツッコミ役。
貧乏神（びんぼうがみ）
通称はそのまま「貧乏神」。外見はみすぼらしい老人で、むくんだ大きな顔が特徴的。
一応神様であるが、嘱託メンバーとしてギルドに入り浸っていたところをトラウマと出会い、コンビを組んで共に生活している。
貧乏神という名前の通り、本業ではエキスパートであって、彼が標的の家に住み着くとどんな大金持ちでも半年で一文無しになってしまう。
表情は一切変わらない不気味な風貌だが、やや皮肉屋なトラウマに対して、お人好しで良くも悪くも「ごく普通の人間」的な人格。
クイズが趣味で、つまらないギャグをよく飛ばす。金持ちを夢見て様々な金儲けを企むが、上手く行ったためしがない。
貧乏な上に不精で風呂嫌いなため、その身体は恐ろしく不潔。戦闘ではその不潔さを武器として「アブラ足」「フケ嵐」「三年青タン」等の技を駆使するが、妖怪にはめったに効かず、戦闘力はトラウマ以下。ただし、妖力関係なしの通常戦闘においては、普段バカにされているこれらの技が圧倒的な破壊力を発揮するため、この場合はトラウマとの力関係が逆転する。筆ご神との戦闘においては、この特性を活かして大活躍し、シリーズほぼ唯一ともいえる大金星を挙げた（『妖怪始末人トラウマ館』参照）。
「オカマとアンモニアが大嫌い」（本人談）だが、なぜかオカマによくモテる。トラウマとの掛け合いでは、主にボケ役。

### 妖怪始末人ギルド関係者
岳禅坊（がくぜんぼう）
上級始末人。高い法力を持ち、負け知らずの実力派。
普通の人間ではあるが、修行の果てに肉体を変化させ、自ら一つ目の異形の姿になった。本人曰く、心眼はひとつでよいからだ、との事。
トラ貧コンビに好意的で何かと目をかけてくれる上、銭ゲバ揃いの始末人ギルドメンバーでありながら、それほど金に執着を持たない稀有なキャラであるため、トラ貧コンビにとってはほとんど、唯一頼れる「先輩」始末人である。
元々主人公コンビ以外では最もよく登場する準レギュラーではあったが、『妖怪始末人トラウマ!!と貧乏神』においては出番が激増し、完全にレギュラーキャラとなった。
マタリン
上級始末人。正体は猫又で、「化け猫」と呼ばれると怒る。
「猫じゃ猫じゃ」の節回しに合わせて敵を踊らせ、踊りの終わりと共に呪殺する技を得意とする。
猫らしく、犬が苦手で、ネズミにはつい反応してしまう。
トラ貧コンビを何かと気にかけ、仕事に一枚かませてくれるが、なにかとおちょくられることも多くその厚意は報われない。
疫病神（やくびょうがみ）
貧乏神の兄。ギルドの嘱託メンバー。
その名のとおり、ただでさえトラブルの多いトラ貧コンビを、さらに引っかき回す迷惑者。その上、飛ばすギャグのつまらなさは弟をはるかに上回り、実務面でも弟に輪をかけた役立たずという、箸にも棒にもかからないろくでなし。死んだ振りが得意で並の妖怪や人間は死体と見分けがつかないほどでその演技のすごさは弟の貧乏神も認めるほどである。
その代わり、持てる力を本業に向けた時は、弟を遥かに上回る凄まじい破壊力を誇る。
八海仙人（はっかいせんにん）
中国は雲南省に住む仙人。白いヒゲを蓄えた風貌。
トラウマに仙人魂を与えたかわりに、トラ貧コンビを拉致し、日給10円でさんざんコキ使った。
相当な実力者と思われるが、貧乏な始末人を拉致してこき使ったり最終的に仙術の実験に使ったりする悪癖があり、ギルド所属のお兄さんによると今までこの仙人に拉致された始末人は誰一人として戻ってこないとのことでギルドで問題視されている。
浦原瀬奈可（うらはら せなか）
引退した始末人・浦原上人の娘。ボンボリ頭が特徴的な女子高生。
背中から巨大な口を出現させて、敵を噛み裂く技を得意とする。
トラ貧コンビとは共に仕事をする仲だが、お金にがめつく、トラウマとは馬が合わない。
ジュリアーノ松平（ジュリアーノ まつだいら）
上級始末人。美男子で腕利きだが、気障で女たらし。
異次元の扉を開き敵を封じ込める技「薔薇門再来」を得意とする。
ゴキブリが大の苦手。
あかなめ
ギルドのメッセンジャーボーイ（といえば聞こえはいいが、要は「使い走り」）。正体は垢嘗。
トラ貧コンビと仲がよく、風呂場をきれいにするバイト（ギルドの仕事より実入りが良い）で稼いだ金で、よく食料などを差し入れてくれる。
ゆかなめ（弟）、そこなめ（父）、とこなめ（母）等、外見がそっくりの一族が多数存在する。
童子（わらしこ）
『妖怪始末人トラ・貧!!』にのみ登場する、ギルドの東北支部に所属する始末人の少女。正体は座敷童子。
防御力はズバ抜けて高いが攻撃力は極めて低い、というトラウマとは正反対の能力を持つ。
そのため、相互の弱点補強の意味でトラウマとコンビを組まされ、コンビでの活動時限定で上級始末人待遇を得て報酬や契約料で金銭的には非常に恵まれた生活ができるようになる。そもそも貧乏神と座敷童子ではコンビを組む相手が天と地の差であるが、トラウマ同様に贅沢は性に合わず貧乏神を含めた清貧生活を送る。ただし、貧乏神に対しては非常に辛辣で毒舌。
ぼんぼりに結ったおかっぱ頭で、ほとんど髪に隠れた顔つき、と、一見見てくれは冴えないが、一旦髪をかきあげてみると、終始鉄面皮のトラウマですら、思わず心を奪われるほどの美少女。
『妖怪始末人トラ・貧!!』最終局面での妖狐との決戦の際、妖狐と相討ちとなって命を落としたトラウマの後を追い、自ら命を絶つ事でトラウマ・貧乏神と共に始末人ギルド・あの世支部に転属した。

### その他の人々
ゴンザレス
バー「ジブラルタル」でホステスをしているニューハーフ。
貧乏神に惚れこみ、積極的にアプローチを繰り返す。
始末人ではないが、妖怪をタコ殴りにするほど強い。
銀子（ぎんこ）
子供のころに妖怪「毛羽毛現」にさらわれて、働かされていたところを、トラ貧コンビに助けられた少女。
中学生だが、恩返しとしてギルドの手伝いをしている。実は大財閥の令嬢。物事を遠慮せずにはっきり言う性格であるため、口が悪い部分もある。
毛羽毛現の手下だったころに、長い髪の毛を自由に操る技を身につけている。

## 用語
妖怪始末人ギルド
妖怪退治を有償で行う組織で、トップは大黒様。ベイルートに本部があり、世界各地に108の支部が存在する。あの世にも支部が存在する。トラウマ達が所属するのは日本の関東支部。
この組織のメンバーは「妖怪始末人」と呼ばれる。いずれも妖怪退治を行うプロフェッショナルであり、人外の者も珍しくない。始末人は能力により「ヒラ始末人」、「下級始末人」、「上級始末人」などランク分けされており、上と下ではその待遇は天と地ほども違う。
ギルドには始末人をサポートするための多くの部署がある。妖怪に関する情報収集はもちろんのこと、始末人の要請に応じて妖怪や怪異に関する様々な資料を提供することもできる。多数のマジックアイテムを所持してるほか、科学力もかなりのものがあり、霊力探知機のような魔術と科学が融合させたような機械も製造している。ただし、ギルドのサポートの多くは有償であり、サポートを受けるたびに報酬から天引きされてしまう。なお、サポートを受けなくてもギルドは仕事の斡旋料などの名目で依頼人からの報酬のほとんどを天引く。上級始末人は依頼人からの元々の報酬が数百万を軽く越える仕事（＝それだけ難易度が高い）を割り振られるのでそれでも手取りは多い。一方でトラ貧コンビのようなヒラ始末人は元々の報酬が安い半端な仕事しか与えられないので、手取りで数百円から数千円などといったことも珍しくない。ギルドから支援を受けることで借金を背負うことさえある。しかし、妖怪退治に従事できる人材の少なさから慢性的に人手不足なため、例えヒラ始末人だろうと仕事がまったく無いということはなく、貧乏神がトラウマとのコンビを解消させられた際にも「ハンパ仕事があれば声をかけてやる」とギルド職員が語っている。『妖怪学園ザビエル』では、チベット支部などで素養のある人間を拉致して訓練を施し始末人にしていることも描かれている。
ギルドの建物は、妖力霊力を持たない者には認識できない空間に隠されており、依頼はもっぱら「霊界（妖怪）切手」（古いお寺ならばどこにでも配布されている）を貼った手紙で行われる。
『トラ・貧!!』で明かされたことだが、作中世界では天国や地獄といった場所はよほどの善人ないし悪人が行く場所であり、大多数の亡者は現世にいたころと大差ない生活を送っている。地獄の底にある「金輪際」という場所から現れる魔物が亡者を苦しめるため、妖怪始末人ギルド・あの世支部が対処している。
打出の小槌
トラウマが所持するアイテム。大黒様の力が籠められており、これで頭を叩くと霊力が高まり、戦闘形態に変身（作中では「転身」と表記している）できる。転身後は飛行が可能になるほか、目つきがするどくなり前歯が異常に伸びる。この歯は噛み付くだけでなく、伸ばして敵を貫く（「『歯っ』攻撃」）、高速振動によって対象を切り刻む（「チェーンソー攻撃」）、高速で射出する（「必殺乳歯ミサイル」）などの多彩な攻撃を可能とする。また、転身後は語尾に「ギャ」が付く。
初期のころは主にこの小槌の力で妖怪にとどめを刺しているが、『トラ・貧!!』によるとこの品はギルドからのレンタル品で、使うたびに使用料金が発生するということで、トラウマの貧乏生活の一因にもなっていた。後に仙人魂を手に入れてからは使わなくなる。
仙人魂
『トラ・貧!!』でトラウマが八海仙人より入手した新アイテム。これによりトラウマは自由に変身する能力を得、攻撃力だけは飛躍的に向上した。打出の小槌と違い何にでもなることができるが、動物や人間などの分かりやすい形態に変身したことは一度もなく、作中では「数本の触手の塊」「巨大な杭」「巨岩」などの非生物的な形態への変身が多い。なお、変身後も学帽だけは残るため、「触手の塊が帽子を被っている」などというシュールな光景が展開する。
『トラウマ!!と貧乏神』でも打出の小槌ではなくこちらを使用している。

## 単行本
- 白泉社ジェッツコミックス
  - 妖怪始末人トラウマ!!（全6巻）
  - 妖怪始末人トラウマ館（全1巻）
- 秋田書店プリンセスコミックス
  - 妖怪始末人トラウマ!!（B6判全4巻）
  - 妖怪始末人トラ・貧!!（全4巻）
- 秋田文庫
  - 妖怪始末人トラウマ!!（全4巻）
  - 妖怪始末人トラ・貧!!（全2巻）
- 集英社クイーンズコミックス
  - 妖怪始末人トラウマ!!と貧乏神（全1巻）

## 関連作品
作者である魔夜峰央は、妖怪をテーマにした選集が刊行されるほど「妖怪」にまつわる漫画を多数発表しているが、本作品以降に発表された作品の中には「妖怪始末人ギルド」の設定を流用したものが存在する。
パタリロ!
「妖怪始末人見参!」（エピソード番号175、単行本第41巻収録）で、日本を抜け出しマリネラに潜伏した妖怪を追って来たという設定でトラウマと貧乏神の2人がゲスト出演している。また「怪獣丸」（エピソード番号183、単行本第42巻収録）で作品の宣伝でワンシーン、「聖夜のできごと」（パタリロ!ミステリー8、単行本第52巻収録）でカメオ登場する。
破異スクール斬鬼郎
『恐怖まんが館 死人の花嫁』（白泉社）にて1987年に掲載された短編。後にこれを表題とする短編集にも収録された。上級始末人の最高位「破異羅漢（はいらかん）」の青年が主人公として登場する。また、ヒラ始末人の例としてトラウマが1コマだけ登場する。
妖怪学園ザビエル
『ミステリーボニータ』（秋田書店）に1996年から1998年にかけて連載された。人間と妖怪が共存する学校を舞台としたギャグ漫画。妖怪始末人ギルドから学園へ調査員が派遣されてくるエピソードが存在する。
やおい君の日常（的でない）生活
1986年白泉社ジェッツコミックスから刊行された同タイトルの単行本に収録。トラ貧コンビの協力者、浦原瀬奈可はこの作品の主人公「やおい君」の性別を変えたスピンオフキャラクターであり、半笑いの口元、寄り目、「ウルウル」という変な口癖や、性格など全く同じである。